# Comuna de Pokrzywnica
Pokrzywnica (polaco: Gmina Pokrzywnica) é uma gminy (comuna) na Polónia, na voivodia de Mazóvia e no condado de Pułtuski. A sede do condado é a cidade de Pokrzywnica.
De acordo com os censos de 2004, a comuna tem 4734 habitantes, com uma densidade 39,1 hab/km².

## Área
Estende-se por uma área de 120,99 km², incluindo:
- área agricola: 74%
- área florestal: 11%

## Demografia
Dados de 30 de Junho 2004:
|                      | Total   | Total | Mulheres | Mulheres | Homens  | Homens |
| -------------------- | ------- | ----- | -------- | -------- | ------- | ------ |
|                      | pessoas | %     | pessoas  | %        | pessoas | %      |
| População            | 4734    | 100   | 2336     | 49,3     | 2398    | 50,7   |
| Densidade (pop./km²) | 39,1    | 100   | 19,3     | 19,3     | 19,8    | 19,8   |

De acordo com dados de 2002, o rendimento médio per capita ascendia a 1241,78 zł.

## Subdivisões
- Budy Ciepielińskie, Budy Obrębskie, Budy Pobyłkowskie, Ciepielin, Dzbanice, Dzierżenin, Gzowo, Karniewek, Kępiaste, Klaski, Koziegłowy, Łępice, Łosewo, Łubienica, Łubienica-Superunki, Mory, Murowanka, Nowe Niestępowo, Obręb, Obrębek, Olbrachcice, Piskornia, Pobyłkowo Duże, Pobyłkowo Małe, Pogorzelec, Pokrzywnica, Pomocnia, Strzyże, Świeszewo, Trzepowo, Witki, Wólka Zaleska, Zaborze.

## Comunas vizinhas
- Pułtusk, Serock, Winnica, Zatory